# カメルーンのサッカー選手一覧
カメルーンのサッカー選手一覧（カメルーンのサッカーせんしゅいちらん）は、カメルーン出身のサッカー選手の一覧である。Category:カメルーンのサッカー選手も参照。
この項目はCategoryではないので、記事の無い選手については赤リンクや仮リンク、簡単な説明の併記なども可能。

## ポジション

### フォワード
| - パトリック・エムボマ - サミュエル・エトオ - ロジェ・ミラ - ジョセフ＝デシール・ジョブ - ルドルフ・ドゥアラ - エルベ・トゥム - モハマドゥ・イドリソ - ピアス・ヌジエフィ - ベルティン・トモウ - アチール・ピエール・ウェボ - ピエール・ボヤ - アルベルト・メヨング・ゼ - アントニー・アテバ - パトリック・スッフォ - アルベール・メヨン・ゼ |

### ミッドフィールダー
| - マルク・ヴィヴィアン・フォエ - エリック・ジェンバ＝ジェンバ - ジェレミ・ヌジタップ - ジャスティス・ワムフォー - ダニエル・ヌゴム・コメ - ジャック・エロング・エロング - ランドリー・エングエモ - アリウム・サイドゥ - サロモン・オレンベ - アチーレ・エマナ - モデスト・エムバミ - パトリセ・アバンダ - ステファーヌ・エムビア - ギー・フェウシネ - ジャン・マクーン - ジョセフ・シリル・エンド - ジョエル・エパレ - エドウィン・イファニー - ソメン・チョイ |

### ディフェンダー
| - ステファン・タタウ - ミシェル・パンセ・ビロング - リゴベール・ソング - ピエール・ウォメ - ベノワ・アングブワ - エリック・マトゥクゥ - ローレン・エタメ・マイヤー - ジャン-ユーグ・ビライ・アテバ - ビル・チャト - アルマンド・デウミ - ステファン・ビケイ - ティモシー・アトゥバ - ステファン・ビケイ - レイモン・カラ - ベノワ・アスー-エコット - ジャン＝ジョエル・ペリエ＝ドゥンベ - ジェリー・クリスチャン・チュイーゼ - ルシアン・メットモ - アレクサンドル・ソング - ブノワ・アスー＝エコト - ピエール・ヌジャンカ |

### ゴールキーパー
| - イドリス・カルロス・カメニ - トーマス・ヌコノ - スレイマヌ・ハミドゥ - アリウム・ブカル - ジャック・ソンゴー - ピエール・エベデ - ダニエル・ベコノ |